# FC 카이사르
FC 카이사르(카자흐어: Қайсар Футбол Клубы)는 키질로르다를 연고로 하는 카자흐스탄의 축구 클럽이다. 현재는 카자흐스탄 프리미어리그에 참가하고 있다.

## 성적
- 카자흐스탄 퍼스트디비전 3회 우승 (1995, 2005, 2013), 1회 준우승 (2010)
- 카자흐스탄 컵 2회 우승 (1998, 2019), 1회 준우승 (1997)

## 선수 명단

### 현역
- 디다르 잘무칸(2022 ~ )
- 고란 밀로이코
- 요반 파조빅
- 쇼크나자르 노르베코프
- 조르지 코불라제